# Okahu
Okahu ist eine kleine Siedlung im Far North District der Region Northland auf der Nordinsel von Neuseeland.

## Namensherkunft
Der Name Okahu lässt sich in der Sprache der Māori wie folgt deuten: „O“ bedeutet Platz oder Ort und „kahu“ kann mit Häuptlich oder Falke gleich gesetzt werden.

## Geographie
Die Siedlung befindet sich rund 3 km südlich vom Ortszentrum von Kaitaia entfernt und ist über die Okahu Road von der Verbindungsstraße zwischen Kaitaia und Ahipara aus zu erreichen. Die Siedlung liegt am südlichen Rand der Ebene des Awanui River und nördlich der bis zu 558 m hohen Berge, die ihren höchsten Punkt in dem Taumatamahoe finden.

## Wirtschaft
Das in Okahu befindliche Weingut Okahu Estate produziert seit 1984 Weine der Sorten Chardonnay und Merlot und erhielten bereits zahlreiche Auszeichnungen.